# Sally Morgan
Sally Jane Morgan (18 de enero de 1951) es una escritora, dramaturga y artista originaria australiana. Los trabajos de Morgan están publicados en colecciones públicas y privadas, tanto en Australia como en el resto del mundo. 

## Primeros años
Morgan nació en Perth, Australia Occidental, siendo la mayor de cinco hermanos. Cuando era niña, Morgan comenzó a temer por su diferencia con los demás niños de su escuela, ya que no tenía piel blanca, y era frecuentemente cuestionada por los otros estudiantes sobre sus antecesores. Tenía entendido por su madre que sus ancestros eran de la India. Sin embargo, cuando Morgan tenía quince años, descubrió que tanto ella como su hermana eran en realidad descendientes de aborígenes, de la gente Palku (o Bailgu) de la región de Pilbara. 
Luego de terminar la escuela, Morgan comenzó la universidad. En 1972, se casó con Paul Morgan, un compañero de estudios, y durante la década siguiente terminó su carrera y tuvo tres hijos.

## Trabajo como escritora
La historia de su descubrimiento sobre el pasado de su familia se narra en My Place (1987), el cual vendió más de medio millón de copias en Australia. También ha sido publicado en Europa, Asia y los Estados Unidos. Su segundo libro, Wanamurraganya, publicado en 1989, narra la biografía de su abuelo, Jack McPhee. A lo largo de su vida, ha escrito cinco libros más para sus hijos. 
Morgan es directora y profesora en el Centro para la Historia y el Arte Indígenas, en la Escuela de Estudios Indígenas, ubicado en la Universidad de Australia Occidental. Ha recibido muchos premios: My Place ganó el premio humanitario Human Rights and Equal Opportunity Commission humanitarian en 1987, el premio literario de la semana de la universidad de Western Australia en la categoría de no-ficción en 1988, y el premio Order of Australia Book de 1990. En 1993, historiadores de arte internacionales seleccionaron la pintura Outback, de Morgan, como una de las treinta pinturas y esculturas que estarían impresas en estampas, como celebración de la Declaración Universal de los Derechos Humanos. 

## Premios
- 1987 - Premio de Literatura sobre los Derechos Humanos por My Place[1]
- 1989 - Premio de Literatura sobre los Derechos Humanos por Wanamurraganya, the story of Jack McPhee[2]

### Obras biográficas
- My place (Fremantle: Fremantle Arts Centre Press. 1999 - primera edición 1987) ISBN 1-86368-278-3
- Wanamurraganya, the story of Jack McPhee (Narkaling Productions, 1990).
- Mother and daughter: The story of Daisy and Glady's Corunna (Narkaling Productions, 1994) Editado por Barbara Ker Wilson.
- Arthur Corunna's story (Narkaling Productions, 1995) editado por Barbara Ker Wilson.

### Libros para niños
- Little piggies (Fremantle Arts Centre Press, 1991) con Paul Morgan
- The flying emu and other Australian stories (Viking, 1992)
- Hurry up, Oscar! (Puffin Books, 1993) ilustrado por Bettina Guthridge
- Pet problem (Fremantle Arts Centre Press, 1994)
- Dan's grandpa (Sandcastle, 1996)  ilustrado por Bronwyn Bancroft
- Weather (Allen & Unwin, 1996) editado por David Ellyard
- In your dreams (Sandcastle Books, 1997) ilustrado por Bronwyn Bancroft
- Just a little brown dog (Fremantle Arts Centre Press, 1997) ilustrado por Bronwyn Bancroft
- Life in - a clearing in the forest (Belitha, 2000)
- Life in- a pond in a meadow (Belitha, 2000)
- Wildlife in danger (Franklin Watts, 2005) editado por Clare Oliver
- Waste disposal (Franklin Watts, 2005)
- Water for all (Franklin Watts, 2005)

### Obras teatrales
- Cruel wild woman y David Milroy (Yirra Yaakin Noongar Theatre, 1999) representada en la temporada de 1999 del Festival Internacional de Arte de Perth.

### Ediciones
- Gnyung Waart Kooling Kulark (lanzado a la venta como Going Home) (Centre for Indigenous History & the Arts, School of Idigenous Studies, Universidad de Western Australia, 2003) coeditado con Jill Milroy y Tjalaminu Mia.
- Echoes of the past: Sister Kate's home revisited (Centre for Indigenous History and the Arts 2002) con Tjalaminu Mia, fotografía por Victor France.